# Neolophonotus anguicolis
Neolophonotus anguicolis là một loài ruồi trong họ Asilidae. Neolophonotus anguicolis được Londt miêu tả năm 1985. Loài này phân bố ở vùng nhiệt đới châu Phi.